# Ryzyko względne
Ryzyko względne, RR (od ang. relative risk) – iloraz prawdopodobieństwa wystąpienia danego skutku w grupie eksperymentalnej, w której zastosowano określoną  interwencję (np. zabieg chirurgiczny lub terapię badanym lekiem), i tego prawdopodobieństwa w grupie kontrolnej.  Ryzyko względne odnosi się do związków przyczynowo-skutkowych i oznacza część ryzyka pozostałą po interwencji. 
Szacowanie efektu interwencji (manipulacji eksperymentalnej) opiera się zwykle na mierze definiowanej jako współczynnik ryzyka (HR, od ang. hazard ratio), inaczej hazard względny – dlatego w publikacjach medycznych opisujących postępowanie kliniczne prowadzone według zasad medycyny opartej na faktach (EBM) bardzo często synonimem ryzyka względnego jest HR, gdyż pod względem interpretacyjnym jest to pojęcie analogiczne do RR (ściślej mówiąc, ryzyko względne jest stosunkiem wskaźników hazardu).
Nieco innym pojęciem jest współczynnik ryzyka, oznaczającego funkcję ryzyka w czasie. Określenie stosowane jest także w analizie przeżycia przy budowaniu tablic trwania życia lub krzywych przeżywalności.
Przykład
Badano ryzyko względne zachorowania na raka płuc w dwóch grupach uczestników: palących tytoń i niepalących tytoniu. Niech a oznacza liczbę chorych w  grupie palących, b liczbę chorych w grupie niepalących, m i n odpowiednio liczebność obu grup.
| Grupa     | Liczebność | Liczebność |
| Grupa     | Chorych    | Ogółem     |
| --------- | ---------- | ---------- |
| Palący    | 18         | 88         |
| Niepalący | 2          | 136        |

Dla przykładu a = 18, m = 88, b = 2, i n = 136 (tabela).
Prawdopodobieństwo zachorowania na raka płuc wśród palaczy było 20,45%, a wśród niepalaczy 1,47%.

Ryzyko względne (hazard względny) zachorowania na raka związanego z paleniem tytoniu wynosi
{\displaystyle RR={\frac {a/(m)}{b/(n)}}={\frac {18/88}{2/136}}={\frac {20,45}{1,47}}=13,9}
co oznacza, że palacze (w przykładzie) są czternastokrotnie bardziej narażeni na raka płuc niż pozostali.